# Saint Arnaud (ort i Australien)
Saint Arnaud är en ort i Australien. Den ligger i kommunen Northern Grampians och delstaten Victoria, omkring 200 kilometer nordväst om delstatshuvudstaden Melbourne. Antalet invånare är 2 272.
Trakten runt Saint Arnaud är nära nog obefolkad, med mindre än två invånare per kvadratkilometer.. Det finns inga andra samhällen i närheten.
Trakten runt Saint Arnaud består till största delen av jordbruksmark. Genomsnittlig årsnederbörd är 517 millimeter. Den regnigaste månaden är juli, med i genomsnitt 72 mm nederbörd, och den torraste är januari, med 14 mm nederbörd.